# Cấu trúc liên kết mạng

Các cấu trúc liên kết mạng khác nhau.

Cấu trúc liên kết mạng là sự sắp xếp các phần tử khác nhau (liên kết, nút mạng, vân vân.) của một mạng máy tính. Chủ yếu, đó là cấu trúc tô pô của một mạng máy tính, và có thể mô tả theo tính vật lý và lôgíc. Cấu trúc liên kết vật lý (tô pô vật lý) là sự sắp đặt các thành phần mạng khác nhau, bao gồm nơi chứa thiết bị và cài đặt dây cáp nối, trong khi cấu trúc liên kết lôgíc (tô pô lôgíc) chỉ ra cách hoạt động của dòng dữ liệu trong mạng. Khoảng cách giữa các nút mạng, điểm giao vật lý, tỉ lệ truyền tải, và/hoặc dạng tín hiệu có thể khác nhau giữa hai mạng cho dù cấu trúc tô pô của chúng có thể giống hệt nhau.

## Cấu trúc liên kết
Có hai cấu trúc liên kết mạng cơ bản:
1. Cấu trúc liên kết vật lý
2. Cấu trúc liên kết lôgíc

### Mạng hình sao (Star)
Mạng hình sao có tất cả các trạm được kết nối với một thiết bị trung tâm có nhiệm vụ nhận tín hiệu từ các trạm và chuyển đến trạm đích. Phụ thuộc vào yêu cầu truyền thông trên mạng mà thiết bị trung tâm có thể là switch, router, hub hay máy chủ trung tâm. Vai trò của thiết bị trung tâm là thiết lập các liên kết Point to Point.
Việc thiết lập mạng đơn giản, dễ dàng cấu hình lại mạng (thêm, bớt các trạm) và có thể kiểm soát và khắc phục sự cố nhanh, đồng thời tận dụng được tối đa tốc độ truyền của đường truyền vật lý. Tuy nhiên, độ dài đường truyền nối một trạm với thiết bị trung tâm bị hạn chế (trong vòng 100m, với công nghệ hiện nay).

### Mạng trục tuyến (Bus)

Cấu trúc liên kết mạng trục tuyến.

Tất cả các trạm phân chia một đường truyền chung (bus). Đường truyền chính được giới hạn hai đầu bằng hai đầu nối đặc biệt gọi là điểm đầu cuối. Mỗi trạm được nối với trục chính qua một đầu nối chữ T hoặc một thiết bị thu phát. Cụ thể hình mạng Bus hoạt động theo các liên kết Point to Multipoint hay Broadcast. Mạng trục tuyến dễ thiết kế và có chi phí thấp, tuy nhiên nó có tính ổn định kém,khi hỏng khó phát hiện, chỉ một nút mạng hỏng là toàn bộ mạng bị ngừng hoạt động.

### Mạng hình vòng (Ring)
Trên mạng hình vòng tín hiệu được truyền đi trên vòng theo một chiều duy nhất. Mỗi trạm của mạng được nối với nhau qua một bộ chuyển tiếp có nhiệm vụ nhận tín hiệu rồi chuyển tiếp đến trạm kế tiếp trên vòng. Như vậy tín hiệu được lưu chuyển trên vòng theo một chuỗi liên tiếp các liên kết Point to Point giữa các bộ chuyển tiếp. Mạng hình vòng có ưu, nhược điểm tương tự như mạng hình sao, tuy nhiên mạng hình vòng đòi hỏi giao thức truy nhập mạng phức tạp hơn mạng hình sao. Ngoài ra còn có các kết nối hỗn hợp giữa các kiến trúc mạng trên như Star Bus hay Star Ring.